# سنب (السياني)

تعديل مصدري - تعديل

سنب هي إحدى قرى عزلة هدفان بمديرية السياني التابعة لمحافظة إب، بلغ تعداد سكانها 626 نسمة حسب تعداد اليمن لعام 2004.